# Solenocera australiana
Solenocera australiana is een tienpotigensoort uit de familie van de Solenoceridae. De wetenschappelijke naam van de soort is voor het eerst geldig gepubliceerd in 1980 door Pérez Farfante & Grey.